# Parque natural Laguna de Gómez

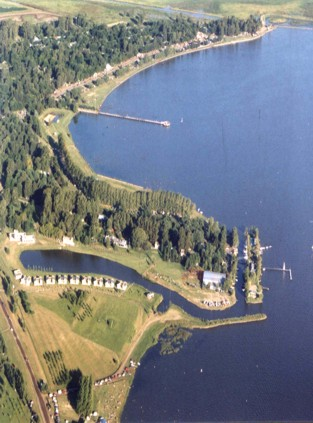
Vista aérea de la zona central del parque de la Laguna de Gómez.

El Parque Natural Laguna de Gómez se encuentra en el extremo sudoeste de la ciudad de Junín, Argentina, ocupando más de 200 ha a orillas de la Laguna de Gómez.
Es el atractivo más importante de la región, y convierte a Junín en el principal centro turístico  lacustre de la provincia de Buenos Aires, Está ubicado en el extremo sudoeste de la ciudad, a once kilómetros del centro. Se accede por un camino pavimentado cuyo tramo final discurre entre pintorescos barrios de casas de fin de semana. Es un gran depósito de agua dulce de 6000 hectáreas de superficie. Ubicado en el partido bonaerense de Junín, a 260 kilómetros de Buenos Aires, la laguna natural forma parte de la cuenca del río Salado y se integra a otras lagunas como Mar Chiquita, Carpincho y Los Patos.
En el año 1972 se realizaron las Primeras Seis Horas de Motonáutica en la Argentina, en la Laguna de Gómez.

## Turismo

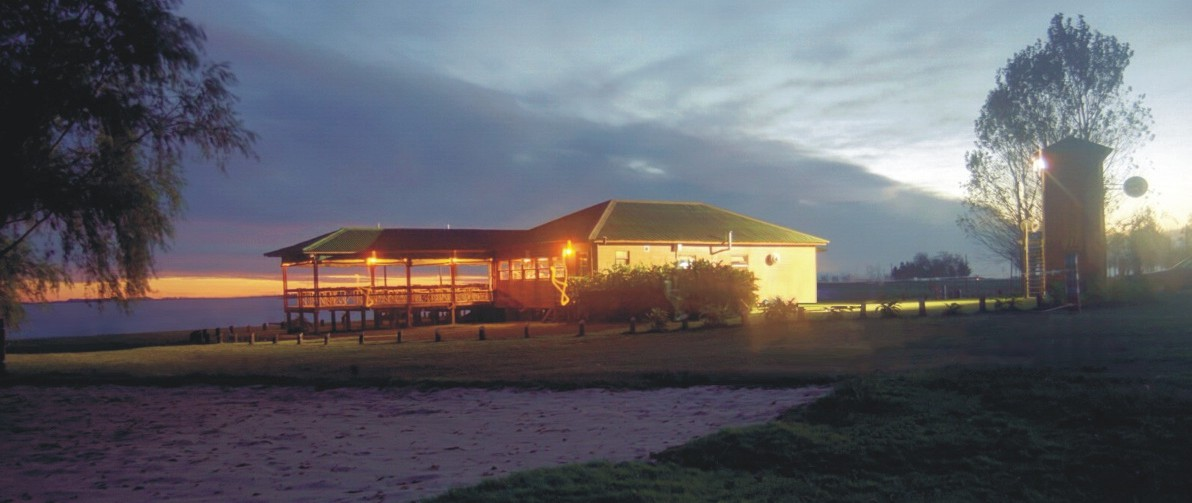
Restaurante en el Camino Costero.

Ideal para el descanso y la recreación, aquí se unen el sol, el agua, la naturaleza y servicios para ofrecerle al visitante inmejorables condiciones para pasar unos días maravillosos.
Comprende más de 200 ha, buena parte de ellas arboladas, y abarca 3 km de costa del brazo sudeste de la Laguna de Gómez. Actualmente se encuentra en plena ampliación, incorporándose nuevas zonas al espacio del parque.
Posee una buena infraestructura de servicios, contando con, restaurantes, kioscos, teléfonos, asistencia médica, proveedurías, vestuarios, parrillas, capilla, seguridad, transporte público e información turística.
Existen diferentes modalidades de alojamiento. En el Camino Costero, un apartotel ofrece búngalos totalmente equipados, gimnasio, piscina y salón para eventos. Hay numerosas cabañas, casas de alquiler y cámpines organizados. Además, el campamentismo agreste está autorizado en varios sectores, y para comodidad de los acampantes existen varios pabellones de baños públicos con duchas y centenares de parrillas para hacer asados.

### Camping
La presencia, en el Parque, de un eucaliptal, como sombra y protección, es conflictivo con la presencia de acampantes y usuarios de casas rodantes, debido al desrame de pesadas ramas de eucalipto, ocasionado cuando sorpresivamente, de madrugada, se producen fuertes vientos.

## Deportes

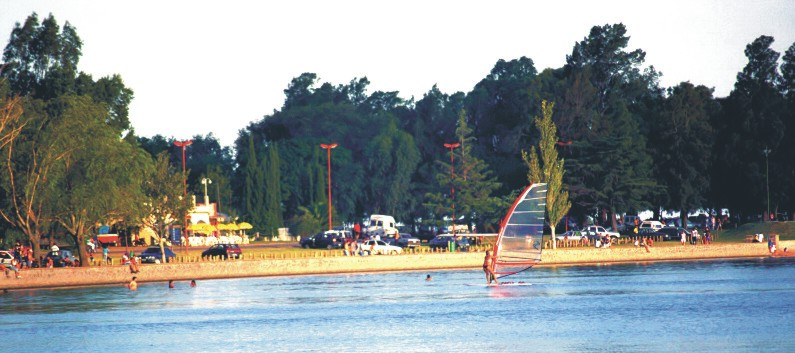
Windsurf frente al Paseo de los Pescadores.

La práctica de deportes náuticos tiene en el parque un escenario natural de excelentes condiciones. Pueden practicarse esquí acuático, yachting, motonáutica, jet ski, kitesurf , windsurf y wakeboard.
Es aquí donde el Club Náutico de Junín tiene sus instalaciones, ubicadas en la rotonda noroeste. Cuenta con restaurante y camping. Para las embarcaciones posee guardería, surtidor de combustible y bajada con grúa.
La Laguna de Gómez es también un clásico de la pesca deportiva. En sus aguas abunda el pejerrey "flecha de plata", la especie íctica más importante de la provincia tanto desde el punto de vista comercial como deportivo.
En diferentes sectores hay instalaciones para la práctica de vóley playero, básquet 3x3, fútbol, tenis, tejo, fútbol playero y frontón.
Junto al Parque se encuentra el Club de Planeadores, que en 1963 fue sede del primer Campeonato Mundial de Vuelo a Vela que se realizó en Sudamérica. Desde allí se pueden realizar vuelos en planeador o en avioneta sobre la laguna y la ciudad de Junín.
Frente al Club de Planeadores se ubican las instalaciones del Auto Moto Club, sede del Autódromo "Eusebio Marcilla".

## Eventos

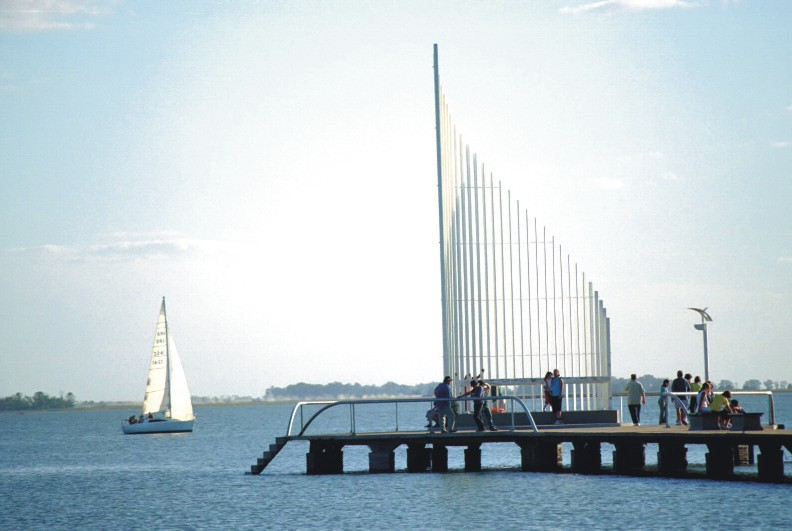
Extremo del espigón central.

Una nutrida agenda de eventos completa la oferta turística. Desde las Direcciones de Turismo y de Deportes se promueven actividades que ya son un clásico en la ciudad.
La Fiesta Provincial del Pejerrey es un evento de pesca al cual concurren aficionados de diferentes latitudes. Se realiza anualmente en Junín dadas las excelentes condiciones para la pesca deportiva del pejerrey "flecha de plata" en la Laguna de Gómez.
La Fiesta de la Primavera convoca cada 21 de septiembre a decenas de miles de estudiantes de la región, para celebrar el día del estudiante.
El Cruce de la Laguna es un verdadero desafío para cientos de deportistas, en diferentes modalidades.
La Dirección de Turismo organiza en la temporada estival la "Ruta del Ocio", que se desarrolla en todos los sectores del parque proponiendo las más diversas actividades para disfrutar de un verano cargado de diversión y también de descanso.

## Medio ambiente
En abril de 2021 ante el bajo caudal de agua (que a su vez genera hipoxia) y una fuerte sudestada surgió una masiva mortandad de peces, efectando de esta forma la fauna íctica de la laguna de Gómez estimada en miles de peces tales como pejerreyes, carpas y bagres. Según medios locales un hecho similar sucedió en el año 2009.